# Хемофилија
Хемофилија је болест из групе коагулопатија (поремећаја у систему коагулације крви) која се наслеђује рецесивно везано за X хромозом. Оболели су углавном мушкарци, док су жене преносиоци ове болести. Постоји хемофилија А, хемофилија Б и хемофилија Ц. Код хемофилије А је смањена концентрација фактора коагулације VIII (антихемофилни глобулин А), а код хемофилије Б концентрација фактора коагулације IX (антихемофилни глобулин Б). Учесталост типа А је око 1:5000 мушких новорођенчади, док је хемофилија Б ређа и среће се у око 1:15.000 новорођенчади. Узрок хемофилије Ц је мањак фактора коагулације XI.

## Узрок и наслеђивање
Ген који кодира фактор коагулације VIII:Ц је доста велики и заузима око 0,1% хромозома X, тако да је и вероватноћа да се појави мутација доста велика. Мутације се углавном наслеђују од родитеља, али у око 30% случајева јављају се нове мутације, тако да у овом случају није било других оболелих у породици.
Ген који кодира фактор IX је мањи, па је и учесталост мања.
Иначе фактор коагулације VIII се састоји из два дела: фактора VIII:Ц и Фон Виленбрадовог фактора. Фактор VIII:Ц је активна компонента, док Фон Виленбрадов фактор ”стабилизује” овај фактор, али обавља и неке друге функције у коагулацији нпр. повезивање крвних плочица и зида крвног суда... Поремећај овог фактора изазива Фон Вилебрандовом синдром.
Хемофилија се наслеђује рецесивно везано за X хромозом тако да обољевају у већини мушкарци јер они имају само један X хромозом. Жене могу оболети само уколико су гени за овај фактор коагулације мутирали на оба хромозома, што је доста ређе. Уколико је код жена један хромозом мутирао, а други је нормалан не јављају се симптоми хемофилије, али се дефектни X хромозом може пренети на потомство, што их чини преносиоцима.

## Симптоми
У зависности од тежине симптома постоји: субхемофилија, лакши, средње тешки и тешки облик ове болести. Код субхемофилије активност система коагулације крви постиже 15-50% од нормалне активности коагулације, код лакшег облика 5-15%, средње тешког 1-5% и тешког облика испод 1%.
Услед поремећаја у згрушавању крви, јављају се обилна крварења изазвана чак и баналним повредама. Најчешће се јављају следећа крварења:
- Крварење у велике зглобове (хемартрос)

Оваква крварења могу временом изазвати запаљењску реакцију са променама на зглобовима која могу довести до инвалидитета.
- Крварење у мишиће
- Абдоминална крварења са знацима акутног абдомена
- Крварење у мокраћне путеве
- Мождано крварење

Парцијално тромбопластинско време (аПТТ) је продужено, док је протромбинско време и време крварења нормално. То говори о поремећају унутрашње каскаде коагулације крви.
У терапији се користе концентрати фактора VIII као супституција. У оквиру ове супституционе терапије понекад се може јавити реакција организма на овај ”страни” фактор VIII у виду стварања антитела, која га инактивишу.

## Историјске занимљивости
Хемофилија је болест која се често јављала код краљевских породица. Тако је нпр. руски царевић Алексеј Николајевич, син последњег руског цара Николаја II, боловао од хемофилије. Хемофилија се јављала и на шпанском, немачком и енглеском двору. Енглеска краљица Викторија, је ген за ову болест пренела свом сину Леополду и на неколико ћерки. Интересантно је да је жена руског цар Николаја II, Александра Фјодоровна наследила ген за ову болест (који је предала Алексеју) управо од краљице Викторије, која је била њена бака.